# Callionymus hainanensis
Callionymus hainanensis es una especie de peces de la familia Callionymidae en el orden de los Perciformes.

## Distribución geográfica
Se encuentra en la  China.